# Theo van Hoytema

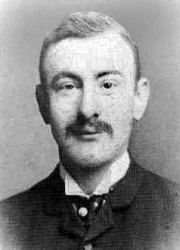
Theo van Hoytema

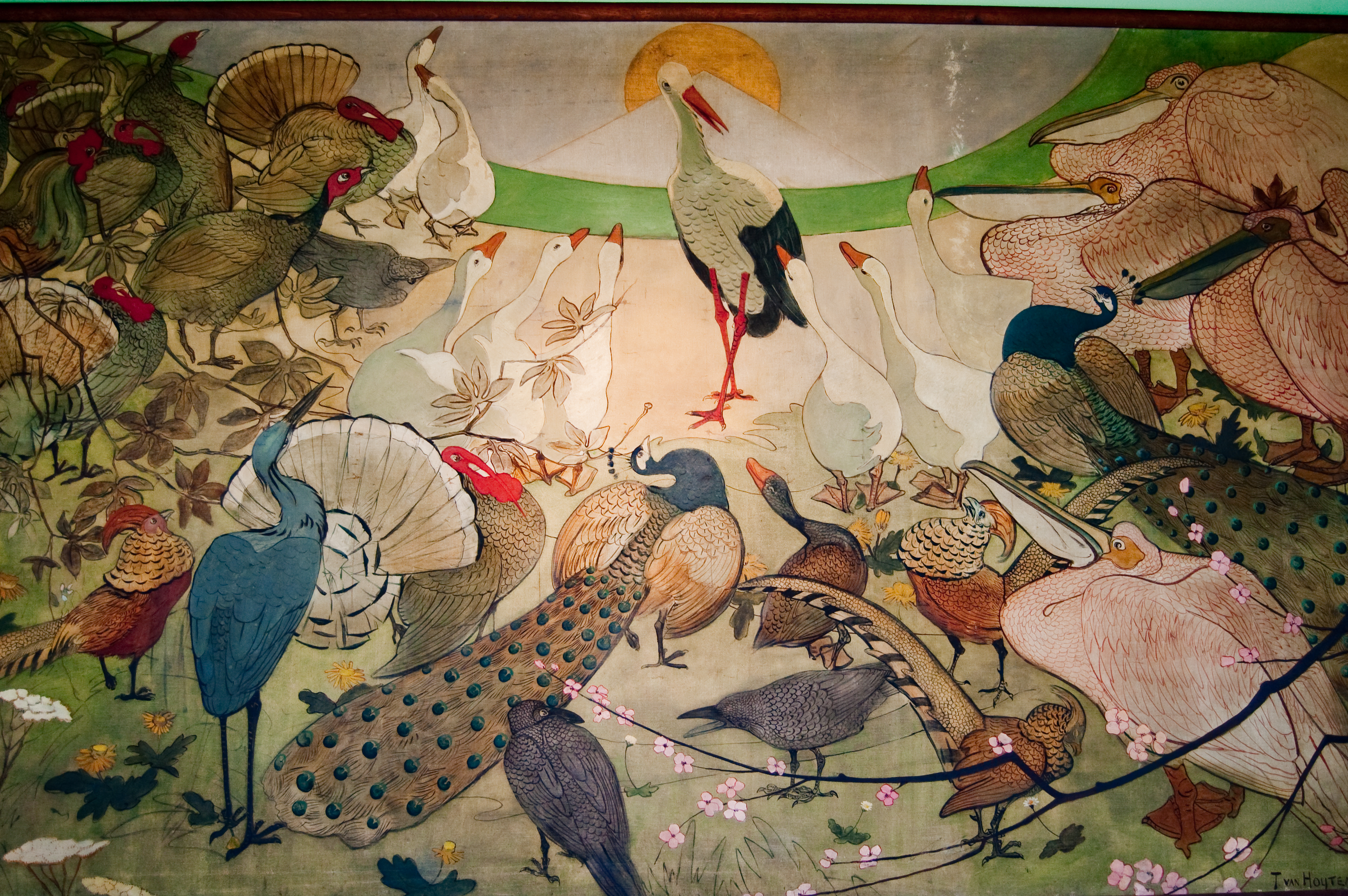
Rückkehr des Storchs

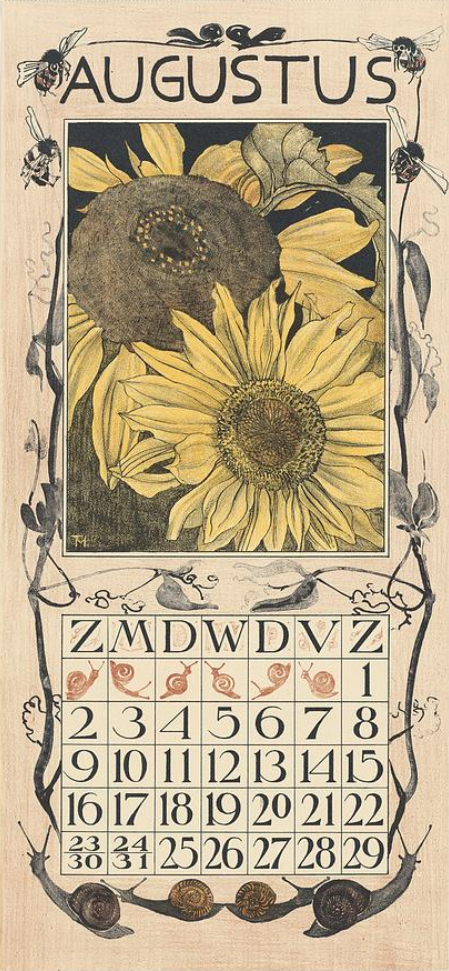
Kalenderblatt August 1902

Theo van Hoytema (Theodorus van Hoytema oder Hoijtema, * 18. Dezember 1863 in Den Haag; † 28. August 1917 ebenda) war ein niederländischer Maler, Lithograph und Illustrator, der sich der Darstellung von Vögeln widmete.  
Theo van Hoytema war als das jüngste van acht Kindern van Dominicus van Hoytema und Maria Eva van Oordt geboren. Seine Eltern starben in den 1870er Jahren und er kam mit einigen Geschwistern nach Klein Stadwijk, einem Dorf in Voorschoten. Dort erhielt er seinen ersten Zeichenunterricht von seiner ältesten Schwester. Er besuchte das Stedelijk Gymnasium Leiden und bestand zusammen mit zwei seiner älteren Brüder eine Prüfung, die es ihnen ermöglichte, eine Anstellung bei einem Finanzunternehmen zu finden. Theo jedoch war mit dem Büroleben nicht zufrieden und entschloss sich, Künstler zu werden.
Er begann das Studium an der Koninklijke Academie van Beeldende Kunsten in Den Haag. Während des Studiums zeichnete und malte er die ausgestopften Tiere im Nationalen Naturgeschichtlichem Museum in Leiden. Sein Onkel Adriaan van Oordt, der Direktor des Verlages Brill, gab ihm die ersten Aufträge für wissenschaftliche Illustrationen. Von 1889 begann er mit der Lithografie zu experimentieren. 
Er fand 1890 eine Wohnung in einem Gartenhaus im Schloss Binckhorst. Nach dem Erfolg seines ersten Bilderbuches über Vögel „Hoe de Vogels aan een koning kwamen“ (Wie die Vögel zu einem König kamen), heiratete er 1891 Martina Hogervorst und zog nach Loosduinen. Die Ehe blieb jedoch kinderlos und endete 1902 in einer Scheidung.
1892 wurde er Mitglied des Haagschen Kunstkrings und trat 1893 der Arti et Amicitiae bei. Im selben Jahr gab er eine illustrierte Ausgabe des „Hässlichen Entleins“ von Hans Christian Andersen heraus, gefolgt von mehreren weiteren Bilderbüchern mit Vogelbildern. Hoytema zog 1894 nach Voorburg und 1897 nach Hilversum. Eine Zeitlang blieb er bei seiner Familie in London. 
Wegen des sich verschlechternden Gesundheitszustandes wurde er 1904 und 1905 in einem Krankenhaus und 1906 in einem Sanatorium für Nervenkranke behandelt. Dann lebte er in Den Haag bei seiner Schwester, die sich für den Rest seines Lebens um ihn kümmerte. In dieser Zeit fertigte er die Vogelkalender an, die ihn später berühmt machten. 
Theo van Hoytema wurde auf dem Oud Eik en Duinen Friedhof in Den Haag bestattet.